# Hulusi Akar
Hulusi Akar (Kayseri, 12 maart 1952) is een viersterrengeneraal van de Turkse strijdkrachten. Akar is de 29ste stafchef van de Turkse strijdkrachten en tevens de hoogste militair van Turkije. Sinds 9 juli 2018 is hij aangesteld als minister van Defensie van Turkije.